# Außerordentlicher FDP-Bundesparteitag 1957
Koordinaten: 53° 33′ 53″ N, 9° 59′ 19″ O

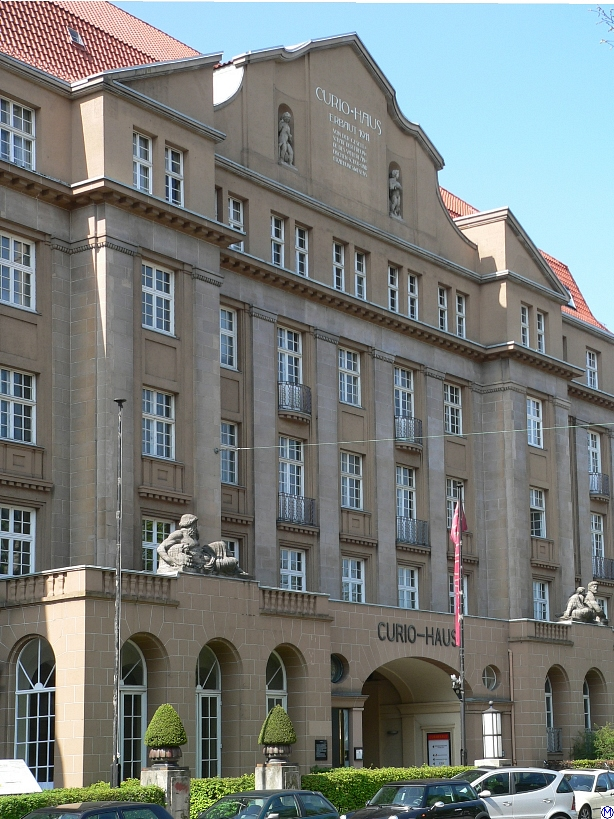
Curiohaus Hamburg

Den außerordentlichen Bundesparteitag 1957 hielt die FDP vom 5. bis 6. Juni 1957 in Hamburg ab. Es handelte sich um den 3. außerordentlichen Bundesparteitag der FDP in der Bundesrepublik Deutschland. 

## Beschlüsse
Auf diesem „Wahlkongress“ der FDP wurde das „Aktionsprogramm“ für die Bundestagswahl 1957 verabschiedet. Zum Wahlprogramm sprachen Fritz Glahn, Bernhard Leverenz, Reinhold Maier, Erich Mende und Willi Weyer.